# Marcin Budziński
Marcin Budziński (ur. 6 lipca 1990 w Giżycku) – polski piłkarz występujący na pozycji pomocnika w klubie Kalwarianka Kalwaria Zebrzydowska  , młodzieżowy reprezentant Polski.

## Przebieg kariery
Budziński jest wychowankiem klubu Mamry Giżycko. Występował też w Arce Gdynia, Cracovii, australijskim Melbourne City i Radomiaku Radom.
W lutym 2021 został zgłoszony przez Cracovię do kadry pierwszego zespołu, mimo że początkowo miał być tylko wzmocnieniem trzecioligowych rezerw „Pasów”. W sezonie 2020/21 zagrał dwa mecze w Ekstraklasie i szesnaście spotkań w drużynie rezerw, która utrzymała się na czwartym poziomie ligowym.
29 czerwca 2021 podpisał roczny kontrakt z opcją przedłużenia ze Stalą Mielec, zagrał dla drużyny w siedmiu meczach ligowych. 19 lipca 2022 został zawodnikiem trzecioligowych rezerw Cracovii.

## Statystyki
(aktualne na dzień 6 czerwca 2021)
| Klub                 | Sezon              | Liga               | Liga | Liga | Puchar kraju | Puchar kraju | Puchar Ekstraklasy | Puchar Ekstraklasy | Europa | Europa | Suma | Suma |
| Klub                 | Sezon              | Liga               | M    | B    | M            | B            | M                  | B                  | M      | B      | M    | B    |
| -------------------- | ------------------ | ------------------ | ---- | ---- | ------------ | ------------ | ------------------ | ------------------ | ------ | ------ | ---- | ---- |
| Arka Gdynia          | 2008/09            | Ekstraklasa        | 15   | 0    | 1            | 0            | 9                  | 0                  | –      | –      | 25   | 0    |
| Arka Gdynia          | 2009/10            | Ekstraklasa        | 26   | 1    | 2            | 0            | –                  | –                  | –      | –      | 28   | 1    |
| Arka Gdynia          | 2010/11            | Ekstraklasa        | 16   | 0    | –            | –            | –                  | –                  | –      | –      | 16   | 0    |
| Arka Gdynia          | 2011/12 (j)        | I liga             | 5    | 0    | 1            | 0            | –                  | –                  | –      | –      | 6    | 0    |
| Arka Gdynia          | Ogólnie            | Ogólnie            | 62   | 1    | 4            | 0            | 9                  | 0                  | 0      | 0      | 75   | 1    |
| Cracovia             | 2011/12 (w)        | Ekstraklasa        | 11   | 1    | –            | –            | –                  | –                  | –      | –      | 11   | 1    |
| Cracovia             | 2012/13            | I liga             | 26   | 2    | 1            | 0            | –                  | –                  | –      | –      | 27   | 2    |
| Cracovia             | 2013/14            | Ekstraklasa        | 17   | 2    | 1            | 0            | –                  | –                  | –      | –      | 18   | 2    |
| Cracovia             | 2014/15            | Ekstraklasa        | 36   | 9    | 2            | 0            | –                  | –                  | –      | –      | 38   | 9    |
| Cracovia             | 2015/16            | Ekstraklasa        | 34   | 4    | 3            | 0            | –                  | –                  | –      | –      | 37   | 4    |
| Cracovia             | 2016/17            | Ekstraklasa        | 33   | 7    | 1            | 0            | –                  | –                  | 2      | 0      | 36   | 7    |
| Cracovia             | Ogólnie            | Ogólnie            | 157  | 25   | 8            | 0            | 0                  | 0                  | 2      | 0      | 167  | 25   |
| Melbourne City       | 2017/18            | A-League           | 17   | 5    | –            | –            | –                  | –                  | –      | –      | 17   | 5    |
| Cracovia             | 2018/19            | Ekstraklasa        | 14   | 0    | 2            | 0            | –                  | –                  | –      | –      | 16   | 0    |
| Arka Gdynia          | 2019/20 (j)        | Ekstraklasa        | 12   | 0    | 1            | 0            | –                  | –                  | –      | –      | 13   | 0    |
| Radomiak Radom       | 2019/20 (w)        | I liga             | 2    | 0    | –            | –            | –                  | –                  | –      | –      | 2    | 0    |
| Cracovia Cracovia II | 2020/21            | Ekstraklasa        | 2    | 0    | –            | –            | –                  | –                  | –      | –      | 2    | 0    |
| Cracovia Cracovia II | 2020/21            | III liga           | 16   | 4    | –            | –            | –                  | –                  | –      | –      | –    | –    |
| Ogólnie w karierze   | Ogólnie w karierze | Ogólnie w karierze | 280  | 35   | 17           | 0            | 9                  | 0                  | 2      | 0      | 306  | 35   |